# Adolph Hinrich Strodtmann
Adolph Hinrich Strodtmann (født 5. august 1753 i Preetz, død 10. oktober 1839 i Haderslev) var en dansk-tysk præst, provst og konsistorialråd, med virke blandt andet i Haderslev.

## Liv og karriere
Søn af købmand Johann S. (d. 1757)og dennes 3. Hustru, Margrethe Elisabeth f. Nordtmann (d. 1801). Han gennemgik Slesvig Domskole 1761-72 og studerede derefter 2 år i Gøttingen og 2 år i Kiel. Derpå var han huslærer i Glückstadt hos Enkegrevinde Ahlefeldt, underkastede sig teologisk eksamen i Neumünster 1777 og blev 1778 rektor i Haderslev.
Dette embede beklædte han i 7 år, indtil han 1785 blev valgt til Præst i St. Peter Sogn i Ejdersted og 1795 tillige valgt til provst. 1779 havde han giftet sig med Magdalene Elisabeth Cretschmer (d. 1803), datter af konsistorialråd, Provst Cretschmer i Haderslev. Denne ønskede på grund af sin fremrykkede alder i 1796 svigersønnen som medhjælper; men Strodtmann undskyldte sig med sin ukyndighed i dansk. Svigerfaderen overvandt dog hans betænkeligheder, i det han lovede selv at ville udføre de danske ministerielle handlinger, og det lykkedes ham at få Strodtmann adjungeret med successionsløfte (Okt. 1796); men allerede i februar 1798 døde Cretschmer, og Strodtmann blev hans efterfølger i det forenede sognekald og provsteembede. Det danske sprog lærte han dog aldrig; men skulle angiveligt have været en dygtig præst, som ved mindre lejlighedsskrifter og i den periodiske presse har givet mange indlæg til besvarelse af kirkelige og praktisk-økonomiske spørgsmål. 1835 blev han konsistorialråd. Han var en stor haveelsker, og under arbejdet med sin have faldt han den 10. oktober 1839 pludselig død om.
Da hans hustru Magdalene Cretschmer døde, indgik han et nyt ægteskab, med Sophie Amalie Mygind (d. 1842), præstedatter fra Flemløse på Fyn. Som 67årig enke giftede hun sig 1841 med praktiserende læge i Haderslev, krigsråd C. C. Boll, der havde boet i samme hus siden 1814.